# Tonga en la Copa Mundial de Rugby de 1999
La Selección de rugby de Tonga fue uno de los 20 participantes de la Copa Mundial de Rugby de 1999 que se realizó en Gales.
Fue la tercera participación de los Ikale Tahi en la Copa Mundial de Rugby.

## Plantel
| Nombre                | Posición       | Club                |
| --------------------- | -------------- | ------------------- |
| Feʻao Vunipola        | hooker         | Pontypridd RFC      |
| Latiume Maka          | hooker         | Pontypridd RFC      |
| Taʻu Faingaʻanuku     | pilar          | Pontypridd RFC      |
| Puke Faletau          | pilar          | Tonga Police        |
| Damien Penisini       | pilar          | Pontypridd RFC      |
| Ngalu Tau             | pilar          | Pontypridd RFC      |
| Tevita Taumoepeau     | pilar          | Auckland            |
| Kuli Faletau          | segunda línea  | Ebbw Vale RFC       |
| Isi Fatani            | segunda línea  | Toa-ko-ma'afu       |
| Benhur Kivalu         | segunda línea  | Kintetsu Liners     |
| Falamani Mafi         | segunda línea  | Yokogawa            |
| David Edwards         | ala            | Auckland            |
| Jonathan Koloi        | ala            | Toa-ko-ma'afu       |
| Matt Te Pou           | ala            | Gauteng Falcons     |
| Katilimoni Tuʻipulotu | ala            | Toa-ko-ma'afu       |
| Vaʻa Toloke (c.)      | número 8       | Kubota Spears       |
| Sililo Martens        | medio scrum    | Worcester Warriors  |
| Sione Tuʻipulotu      | medio scrum    | Toloa               |
| Elisi Vunipola        | medio apertura | Sanyo               |
| Brian Woolley         | medio apertura | Wellington Lions    |
| Semisi Faka'osifolau  | medio apertura | Toa-ko-ma'afu       |
| Salesi Finau          | centro         | Llanelli RFC        |
| Epi Taione            | centro         | Fasi Ma'ufanga      |
| Etuate Manu           | centro         | North Harbour       |
| Josh Taumalolo        | centro         | Ebbw Vale RFC       |
| Dave Tiueti           | centro         | Neath RFC           |
| Taunaholo Taufahema   | wing           | World Fighting Bull |
| Semi Taupeaafe        | Wing           | Sanyo               |
| Fepikou Tatafu        | Wing           | Fasi Ma'ufanga      |
| Isi Tapueluelu        | zaguero        | Tonga Police        |
| Sateki Tuipulotu      | zaguero        | Leeds Tykes         |

## Participación

### Grupo B
| Equipo        | Gan. | Emp. | Per. | A favor | En contra | Puntos |
| ------------- | ---- | ---- | ---- | ------- | --------- | ------ |
| Nueva Zelanda | 3    | 0    | 0    | 176     | 28        | 6      |
| Inglaterra    | 2    | 0    | 1    | 184     | 47        | 4      |
| Tonga         | 1    | 0    | 2    | 49      | 162       | 2      |
| Italia        | 0    | 0    | 3    | 26      | 198       | 0      |
| 3 de octubre | Nueva Zelanda | 45 - 9 | Tonga | Ashton Gate, Bristol |  |

| 10 de octubre | Italia | 16 - 30 | Tonga | Welford Road, Leicester |  |

| 15 de octubre | Inglaterra | 101 - 10 | Tonga | Murrayfield Stadium, Edimburgo |  |